# 聖母マリアの葬儀
『聖母マリアの葬儀』（せいぼマリアのそうぎ、伊: Funerali della Vergine、英: The Funeral of the Virgin Mary）は、イタリア・バロック期のボローニャ派の画家ルドヴィコ・カラッチが1605-1609年にキャンバス上に油彩で制作した絵画である。現在、パルマ国立美術館に所蔵されている。

## 歴史
カラッチは、本作、対作品の『聖母マリアの墓にいる使徒たち』、およびフレスコ画を聖母マリアに捧げられたピアチェンツァ大聖堂の内陣のために制作した。これらの絵画は司教で貴族であったクラウディオ・ランゴーニ (Claudio Rangoni) により委嘱された。制作年はカラッチ自身の手紙にもとづいており、彼は1606年にフェッランテ・カルロ (Ferrante Carlo) に「非常に著名なピアチェンツァの司教のために大掛かりな仕事をすでに始めたため」、フェッランテが依頼した絵画を忙しくて、送付できないと書いている。トレンティーノ条約とナポレオンの軍隊による略奪により、本作と『聖母マリアの墓にいる使徒たち』は両方とも1796年にパリに持ち去られた。1816年になってようやく、両作やほかの作品はピアチェンツァに返還され、新たに設立されたドゥカーレ美術館に展示された。

## 作品
本作は、使徒たちに担がれ、香炉を持つ4人の天使たちに付き添われた聖母マリアの遺体が墓まで運ばれる場面を表している。カラッチが大きな人物像を描き、「濃い」暗色を用いていることに注目している研究者もいる一方で、ヴェネツィア派絵画の色調を参照した色彩の選択を見る研究者もいる。この絵画で、ルドヴィコは対抗宗教改革時代の絵画的価値を反映した嗜好に従い、情感に満ちた演劇的身振りを通してドラマを強調している。